# 극적 구조
극적 구조 (프라이타크의 피라미드라고도 한다)는 희곡 또는 영화로서 극적인 작품의 구조이다. 많은 학자들은 아리스토텔레스를 시작으로 그의 시학 (c. 335 BCE)에서 극적인 구조를 분석하였다. 이 문서는 주로 고대 그리스와 셰익스피어 연극에 대한 구스타프 프라이타크의 분석에 초점을 맞추고 있다.

## 같이 보기
- 죠하큐 – 일본 미학 속 극적 호
- 기승전결 - 전통 중국, 한국, 일본 이야기에 사용되는 구조적 배치
- 문학 요소
- 이야기 수송
- 플롯
- 소나타 형식
- 삼막 구성